# Salmonella
Salmonella är ett variationsrikt släkte bakterier i familjen Enterobacteriaceae. De stavformiga bakterierna är uppkallade efter den amerikanske bakteriologen och veterinären D. E. Salmon(en) (1850–1915).
Salmonella delas in i två arter, Salmonella bongori och Salmonella enterica. Salmonella bongori har främst observerats hos reptiler men vid några tillfällen hos människor. Salmonella enterica delas ytterligare in i sex underarter; fem av underarterna ses, liksom Salmonella bongori, främst hos kallblodiga djur. Underarten enterica av Salmonella enterica (dvs Salmonella enterica enterica) är den som förekommer i tarmen hos varmblodiga djur och den sprids till människor genom den fekal-orala smittvägen. Hittills har man identifierat fler än 2 600 serotyper av Salmonella, varav 99 % tillhör arten Salmonella enterica.
Infektioner orsakade av Salmonella kan ge två typer av sjukdomstillstånd. Det ena är salmonellos, en form av gastroenterit (”maginfluensa”). Den andra är tyfoidfeber, en mycket allvarlig feberinfektion som kan sprida sig till mjälten, levern och benmärgen och orsakas av Salmonella typhi och Salmonella paratyphi som endast infekterar människor. Salmonella finns till största del hos djur som svin, fåglar och nötkreatur, men också i visst omfattning i vatten och gödsel och därför kan frukt och grönsaker vara en smittokälla. Salmonella kan inte överleva temperaturer över 70 °C, dock tål de djupfrysning. Människor blir vanligtvis smittade via livsmedel innehållande bakterier.

## Salmonellainfektioner historiskt och globalt
En serie utbrott av sjukdomen cocoliztli började år 1545 i dagens Mexiko och decimerade aztekernas folk med 17 miljoner personer, först med 80 procent och i ett senare utbrott 50 procent av återstoden. Det var en av de dödligaste epidemierna i mänsklighetens historia. Ny DNA-forskning har visat att orsaken var salmonella som hade införts av spanjorer från Europa.
I världen insjuknar ungefär 22 miljoner människor årligen i tyfoidfeber och cirka 200 000 avlider.

### I Sverige
1953 skedde ett stort utbrott av salmonellainfektion i Sverige som har kommit att kallas för Alvestaepidemin. Cirka 9 000 personer blev sjuka däribland avled 90 stycken under de sex månader utbrottet varade. Sedan 1953 har Sverige ökat kontrollen av Salmonella i livsmedel. Medlemskapet i EU innebar att Sverige idag omfattas av salmonellagarantier. Det innebär att det kött och de ägg som importeras till Sverige ska ha genomgått tester som visar att det inte finns salmonellabakterier i dessa. Salmonellagarantierna gäller även import av levande djur som gris och nötkreatur.
En europeisk undersökning från 2012 visade att Sverige och Finland hade färre personer med antikroppar mot Salmonella än Nederländerna, Italien, Danmark, Rumänien, Polen och Frankrike.
Årligen rapporteras det[när?][källa behövs] att 3 000–4 000 människor i Sverige insjuknar i salmonellos.

## Morfologi och fysiologi
Salmonella är en stavformad bakterie. Det är en liten bakterie, 2,0–5,0 mikrometer lång och 0,5–1,5 mikrometer bred. Bakterien bildar inte sporer. Den är rörlig via flageller som är fördelade längs cellkroppen.
Salmonella är en gramnegativ bakterie, vilket bland annat medför att den har två membran utanpå varandra och den tunna cellväggen sitter mellan dessa två membran. Det yttre membranet innehåller lipopolysackarider och dessa kan fungera som endotoxin. Genom fimbrier och andra ytmolekyler kan bakterien fästa till epitelcellers membran.
Bakterierna är fakultativt anaeroba organismer vilket betyder att de kan växla mellan aerob och anaerob ämnesomsättning och kan därför leva i båda syrefattiga och syrerika miljöer. Salmonella kan använda många olika organiska substrat och kan metabolisera näringsämnen både via aeroba och anaeroba jäsningsprocesser.
Bakterien är mycket motståndskraftig och kan anpassa sig till extrema miljöförhållanden. Den växer optimalt vid 37 °C, men det finns serotyper som kan växa i temperaturer mellan 7 och 45 °C. Optimalt pH-värde är 6,5–7,5, men den kan växa vid pH mellan 4,5 och 9,5.

## Sjukdom och symtom

### Gastroenteriter
Salmonella enterica ger upphov till infektioner; de kallas salmonelloser och är gastroenteriter (”maginfluensa”) där det sker en inflammation i mag- och tarmkanalen. Antalet bakterier som måste intas för att bli sjuk är 106–108 st. Inkubationstiden varierar från 4 till 72 timmar efter intag av kontaminerat vatten eller kött. Symptomen omfattar feber, illamående, kräkningar, magkramper och diarré. Diarré varar normalt i 3–7 dagar och kan vara blodig. Personer blir successivt av med Salmonella via avföringen under en period på cirka 5 veckor.

### Tyfoidfeber
Den andra infektionstypen är tyfoidfeber (även kallad enterisk feber). Den orsakas av Salmonella enterica serotyp typhi eller paratyphi. Det är bara människor som drabbas av dessa. Tyfoidfeber är ett globalt hälsoproblem och sjukdomen kan vara livshotande. Inkubationstiden är minst en vecka efter intag av vatten eller föda kontaminerad med avföring från infekterade individer. Symptomen omfattar huvudvärk, magsmärtor, diarré och förstoppning, följt av feber. Till en början är febern låg men ökar långsamt till mellan 38 och 41 grader. Andra möjliga symptom är t.ex. ökad hjärtfrekvens, förstorad lever och rosa fläckar på bröstet och magen. Tyfoidfeber behandlas omedelbart med antibiotika eftersom infektionen kan spridas till andra delar av kroppen. Det uppskattas att 5 % av infekterade individer inte blir av med infektionen inom ett år och infektionen kan bli kronisk.

## Virulensfaktorer
Nästan alla serotyper av S. enterica kan ge sjukdom då bakterien kan tränga in, replikera och överleva i värdens celler. Serotypen typhimurium kommer in i matspjälkningssystemet via kontaminerad vätska eller föda, och i tarmen fäster den till epitelcellernas membran via fimbrier, och tränger sig sedan in dessa celler. För att ta sig in ändrar bakterien strukturen på cellskelettet, och använder en form av bakteriell endocytos. När bakterien har kommit in i värdcellen innesluts den i en vakuol bestående av värdcellens membran. Bakterien frisätter ett protein i vakuolen som ändrar dess struktur så att lysosomer som i vanliga fall bryter ner bakterieceller inte kan smälta samman med membranet. Bakterien kan istället överleva och replikeras i värdcellen.
Både kroppens immunförsvar och bakterien framkallar inflammation i tarmen. Inflammationen är till fördel för Salmonella då den kan öka sin reproduktionsförmåga (fitness) och därmed konkurrera ut andra mikrober. Mekanismen Salmonella använder är att utnyttja tetrationat(en) som en elektronacceptor. Produktionen av tetrationat börjar med att stora mängder divätesulfid bildas av de bakterier som redan finns i tarmen. Divätesulfid är ett toxiskt ämne, vilket oxideras till tiosulfat för att skydda tarmen. Tack vare inflammationen kan tiosulfat oxideras vidare till tetrationat, vilket fungerar som en tillväxtfaktor för typhimurium och gör att den kan konkurrera ut andra mikrober.
Serotypen typhi kan, till skillnad från typhimurium, sprida sig från tarmen till andra delar av kroppen. Typhi kan använda en fagocyterande cell, exempelvis en makrofag, för att transporteras till levern, mjälten och benmärgen. Den kan utsöndra ett toxin som angriper kroppens immunsystem och det centrala nervsystemet. Toxinet utsöndras från infekterade celler och sprids till andra celler. Typhi-toxinet tros kunna förändra cellerna i immunförsvaret till serotypens fördel.
Salmonella har en förmåga att konkurrera ut värdens egen bakterieflora med hjälp av den så kallade alternativa elektronacceptorn. Det gör att Salmonella kan kolonisera tarmen och replikera sig i de fagocyterande celler som kroppen sänder ut för att bekämpa bakterien. Salmonella tros genom evolution ha utvecklat förmågor att övervinna delar av immunförsvaret hos olika värdar.